# 흑백돌고래속
흑백돌고래속 또는 부리머리돌고래속(Cephalorhynchus) 은 참돌고래과에 속하는 돌고래 속의 하나이다. 흑백의 무늬가 있는 작은 돌고래로 4종으로 이루어져 있다.
- 머리코돌고래 또는 세팔리돌고래 (Cephalorhynchus commersonii)
- 칠레돌고래 (Cephalorhynchus eutropia)
- 히비사이드돌고래 (Cephalorhynchus heavisidii)
- 헥토르돌고래 (Cephalorhynchus hectori)